# Gora Dvuglavaja (Porthos Range)
Gora Dvuglavaja (englische Transkription von russisch Гора Двуглавая Gora Dwuglawaja, deutsch ‚Doppelköpfiger Berg‘) ist ein Nunatak in den Prince Charles Mountains des ostantarktischen Mac-Robertson-Lands. In der Porthos Range ragt er an der Westseite des Mount McCarthy auf.
Russische Wissenschaftler benannten ihn.